# Паальцов, Генриетта
Генриетта Паальцов (нем. Henriette Paalzow, урождённая Вах (нем. Wach); 1788, Берлин — 30 октября 1847, там же) — немецкая романистка.

## Биография
Родилась в 1788 году в Берлине в семье чиновника. 
Работала воспитательницей, в 1816 году вышла замуж за военного — майора фон Паальцов (нем. von Paalzow) и последовала за ним в Вестфалию на Рейн. После 1821 года, когда она развелась, Генриетта жила у своего брата — художника Карла Вильгельма — в Берлине. C осени 1836 года в течение года находилась в Кёльне, но затем вернулась в Берлин, где жила до своей смерти.
Умерла 30 октября 1847 года. Была похоронена в берлинском районе Кройцберг на кладбище Friedrichswerderscher Friedhof рядом со своим братом-художником. До настоящего времени семейное захоронение не сохранилось.

## Творчество
Освещая социальные вопросы времени, она с большим умением обрабатывала исторические темы и придавала им живой интерес. Особенный успех имел её роман «Godwie Castle», появившийся в 1836 году анонимно (8 изд., 1884), затем «St.-Roche» (6 издание, 1884). Большим успехом пользовались также: «Thonias Thyrnau» (7 издание, 1888) и «Jacob van der Nees» (3 издание, 1874). Собрание её сочинений появилось в 12 томах (Штутгарт, 1884).